# Byttneria sparrei
Byttneria sparrei är en malvaväxtart som beskrevs av C.L. Cristobal. Byttneria sparrei ingår i släktet Byttneria och familjen malvaväxter. Inga underarter finns listade i Catalogue of Life.